# Équipe cycliste Z
L'Équipe cycliste Z était une formation française de cyclisme professionnel sur route créée en 1987 jusqu'à 1992 avec comme directeur sportif de l'équipe Roger Legeay et Serge Beucherie.

## Historique
En 1987, Z entre dans les pelotons en sponsorisant la célèbre équipe Peugeot qui devient Z-Peugeot.

Peugeot se retire du cyclisme professionnel fin 1989 et l'équipe prend le nom de Z qui deviendra plus tard, en 1993 Gan et enfin en 1998, Crédit agricole.
Elle est devenue très populaire après le recrutement en 1990 de Greg LeMond, vainqueur du tour de France 1989.
Greg LeMond gagne le Tour de France 1990 pour le compte de l'équipe Z, prenant le maillot jaune lors du dernier contre-la-montre (comme en 1989) et propulse l'équipe Z au premier plan.

## Sponsors
- Z, marque de vêtements pour enfants du groupe Zannier
- Peugeot, constructeur français d'automobiles et de cycles
- Tommaso, marque italo-américaine de vêtements et équipements pour cyclistes

## Les coureurs vedettes
- Greg LeMond, vainqueur de trois Tours de France et des championnats du monde 1983 et  1989.
- Ronan Pensec, auteur d'une échappée à 4 qui a pris 10 minutes au peloton, échappée devenue légendaire (Avec Steve Bauer, Frans Maassen et Claudio Chiappucci qui sera le dernier "résistant" à Greg LeMond) et porteur du maillot jaune du Tour de France 1990.

## Effectifs

### Encadrement
- Directeur sportif : Roger Legeay
- Directeur sportif adjoint : Serge Beucherie et Michel Laurent

### Coureurs

#### Effectif 1990 - Équipe Z
| Cycliste                | Date de naissance | Nationalité | Équipe 1989 |
| ----------------------- | ----------------- | ----------- | ----------- |
| Henri Abadie            | 13.02.1963        | France      |             |
| Kim Andersen            | 10.02.1958        | Danemark    |             |
| Miguel Arroyo           | 06.12.1966        | Mexique     |             |
| Wayne Bennington        | 26.10/1964        | Royaume-Uni |             |
| Franck Boucanville      | 01.01.1966        | France      |             |
| Éric Boyer              | 02.12.1963        | France      |             |
| Philippe Casado         | 01.02.1964        | France      |             |
| Bruno Cornillet         | 08.02.1963        | France      |             |
| Gilbert Duclos-Lassalle | 25.08.1954        | France      |             |
| Atle Kvålsvoll          | 10.04.1962        | Norvège     |             |
| Johan Lammerts          | 02.10.1960        | Pays-Bas    |             |
| François Lemarchand     | 02.11.1960        | France      |             |
| Greg LeMond             | 26.06.1961        | États-Unis  |             |
| Laurent Madouas         | 08.02.1967        | France      |             |
| Robert Millar           | 13.09.1958        | Écosse      |             |
| Ronan Pensec            | 10.07.1963        | France      |             |
| Pascal Poisson          | 29.06.1958        | France      |             |
| Jérôme Simon            | 05.12.1960        | France      |             |

#### Effectif 1991 -Équipe Z-Peugeot
| Effectif 1991                              | Effectif 1991     | Effectif 1991 | Effectif 1991                 |
| Cycliste                                   | Date de naissance | Pays          | Équipe précédente             |
| ------------------------------------------ | ----------------- | ------------- | ----------------------------- |
| Kim Andersen                               | 10 février 1958   | Danemark      | Z (1991)                      |
| Miguel Arroyo                              | 6 décembre 1966   | Mexique       | Z (1991)                      |
| Wayne Bennington                           | 26 octobre 1964   | Royaume-Uni   | Z (1991)                      |
| Bruno Bonnet                               | 28 février 1967   | France        | Carrera Jeans-Vagabond (1990) |
| Éric Boyer                                 | 2 décembre 1963   | France        | Z (1991)                      |
| Christophe Capelle                         | 15 août 1967      | France        |                               |
| Philippe Casado                            | 1 février 1964    | France        |                               |
| Bruno Cornillet                            | 8 février 1963    | France        | Z (1991)                      |
| Gilbert Duclos-Lassalle                    | 25 août 1954      | France        | Z (1991)                      |
| Robert Forest                              | 18 novembre 1961  | France        | Fagor-MBK (1989)              |
| Thierry Gouvenou                           | 14 mai 1969       | France        |                               |
| Atle Kvålsvoll                             | 10 avril 1962     | Norvège       | Peugeot (1991)                |
| Johan Lammerts                             | 2 octobre 1960    | Pays-Bas      | Peugeot (1991)                |
| François Lemarchand                        | 2 novembre 1960   | France        | Z (1991)                      |
| Greg LeMond                                | 26 juin 1961      | États-Unis    | Z (1991)                      |
| Robert Millar                              | 13 septembre 1958 | Royaume-Uni   | Z (1991)                      |
| Jérôme Simon                               | 5 décembre 1960   | France        | Z (1991)                      |
| Paul Willerton                             | 10 février 1969   | États-Unis    |                               |
| Eddy Seigneur (1 sept.–31 déc., stagiaire) | 15 février 1969   | France        | Z (1991)                      |
|                                            |                   |               |                               |
| Source : Cycling Archives                  |                   |               |                               |

#### Effectif 1992 - Équipe Z
| Effectif 1992                                     | Effectif 1992     | Effectif 1992 | Effectif 1992          |
| Cycliste                                          | Date de naissance | Pays          | Équipe précédente      |
| ------------------------------------------------- | ----------------- | ------------- | ---------------------- |
| Kim Andersen (1 janv.–15 juin, note)              | 10 février 1958   | Danemark      | Z (1992)               |
| Laurent Bezault                                   | 8 mars 1966       | France        |                        |
| Éric Boyer                                        | 2 décembre 1963   | France        | Z (1992)               |
| Christophe Capelle                                | 15 août 1967      | France        | Z (1992)               |
| Philippe Casado                                   | 1 février 1964    | France        |                        |
| Thierry Claveyrolat                               | 31 mars 1959      | France        | RMO (1991)             |
| Jean-Claude Colotti                               | 1 juillet 1961    | France        | Tonton Tapis-GB (1991) |
| Bruno Cornillet                                   | 8 février 1963    | France        | Z (1992)               |
| Gilbert Duclos-Lassalle                           | 25 août 1954      | France        | Z (1992)               |
| Thierry Gouvenou                                  | 14 mai 1969       | France        | Z (1992)               |
| Atle Kvålsvoll                                    | 10 avril 1962     | Norvège       | Peugeot (1992)         |
| Johan Lammerts                                    | 2 octobre 1960    | Pays-Bas      | Peugeot (1992)         |
| Pascal Lance                                      | 23 janvier 1964   | France        |                        |
| François Lemarchand                               | 2 novembre 1960   | France        | Z (1992)               |
| Greg LeMond                                       | 26 juin 1961      | États-Unis    | Z (1992)               |
| Eddy Seigneur                                     | 15 février 1969   | France        | Z (1992)               |
| Jérôme Simon                                      | 5 décembre 1960   | France        | Z (1992)               |
| Nicolas Aubier (1 sept.–31 déc., stagiaire)       | 20 mai 1971       | France        |                        |
| Jean-Pierre Bourgeot (1 sept.–31 déc., stagiaire) | 25 novembre 1968  | France        |                        |
| Thierry Bricaud (1 sept.–31 déc., stagiaire)      | 8 novembre 1969   | France        |                        |
|                                                   |                   |               |                        |
| Source : Cycling Archives                         |                   |               |                        |

note: Kim Andersen, changement d'équipe

| 12 avr. | Paris-Roubaix | France | Gilbert Duclos-Lassalle |